# Хэллоуин: Воскрешение
«Хэллоуин: Воскрешение» (англ. Halloween: Resurrection) — американский фильм-слэшер 2002 года, снятый Риком Розенталем — режиссёром «Хэллоуина 2» 1981 года. Сценарий написали Ларри Брэнд и Шон Худ. Является прямым продолжением фильма «Хэллоуин: 20 лет спустя» и восьмой частью франшизы «Хэллоуин». В ленте снимались Баста Раймс, Бьянка Кайлих, Томас Йен Николас, Райан Мерриман, Шон Патрик Томас, Тайра Бэнкс, Джейми Ли Кёртис и Брэд Лори в роли главного злодея Майкла Майерса. Этот фильм стал заключительной частью хронологии «20 лет спустя» франшизы «Хэллоуин», которая была перезапущена предыдущим фильмом в 1998 году, а затем была снова перезагружена в 2007 году и снова в 2018 году. В «Воскрешении» Майерс продолжает зверствовать в Хэддонфилде, когда дом его детства используется для интернет-шоу ужасов.
«Хэллоуин: Воскрешение» вышел 12 июля 2002 года и получил в основном негативные отзывы, критики и фанаты посчитали его ненужным продолжением «Хэллоуина: 20 лет спустя» и худшим фильмом во франшизе «Хэллоуин». «Хэллоуин: Воскрешение» заработал в прокате $37,6 млн при производственном бюджете в $15 млн. Хотя после «Воскрешения» планировалось снять ещё один сиквел, но следующим фильмом франшизы стал «Хэллоуин 2007», ремейк 2007 года, снятый режиссёром Робом Зомби.

## Сюжет
После убийств в академии Хиллкрест, Лори Строуд, испытывающая чувство вины и травмы, была помещена в психиатрическую клинику после убийства человека, которого она приняла за своего брата-убийцу Майкла Майерса. Когда две медсестры рассказывают о случившемся, во время воспоминаний выясняется, что фельдшер обнаружил в школе Майкла без сознания, после чего тот внезапно очнулся и напал на фельдшера, раздавив ему гортань так, что тот не мог говорить. Затем Майкл поменялся одеждой с бессознательным фельдшером, покинул территорию школы и скрылся в лесу за школой, а Лори уехала на машине скорой помощи, в которой, по её мнению, находился Майкл.
31 октября 2001 года, после трёх лет скрывания, Майкл вновь появляется, чтобы попытаться убить Лори, которая была помещена в лечебницу Грейс Андерсен. Ожидая его появления, Лори подстраивает ему ловушку. Убив двух охранников, Майкл нападает и преследует Лори на крыше учреждения, где её ловушка срабатывает и временно выводит Майкла из строя. Однако страх Лори снова убить не того человека берёт верх, и когда она пытается снять с него маску, чтобы подтвердить его личность, Майкл наносит ей удар ножом и сбрасывает с крыши.
В 2002 году, год спустя, студенты колледжа Сара Мойер, Билл Вудлейк, Донна Чанг, Джен Данциг, Джим Морган и Руди Граймс выигрывают конкурс на участие в интернет-реалити-шоу под названием Dangertainment, режиссёрами которого являются Фредди Харрис и Нора Уинстон. Студенты должны провести ночь в заброшенном доме детства Майкла, чтобы выяснить, что привело его к убийству. Однако во время установки камер по всему дому для подготовки к шоу оператор Чарли погибает от руки Майкла, который возвращается в Хэддонфилд. В ночь Хэллоуина Сара, Билл, Донна, Джен, Джим и Руди, вооружившись налобными камерами, входят в дом и разделяются на три группы для поиска улик. Пока друг Сары, Майлз «Декард» Бартон смотрит прямую трансляцию во время вечеринки, во время поисков внезапно появляется Майкл и убивает Билла.
Донна и Джим обнаруживают стену, заполненную поддельными трупами, и понимают, что шоу — это подстава, после чего первого убивает Майкл. На вечеринке Декард и другие посетители становятся свидетелями убийства. Но только Декард понимает, что оно было настоящим. Тем временем Фредди входит в дом в костюме Майкла, чтобы напугать конкурентов. За ним следует настоящий Майкл, которого он принимает за Чарли. Когда Руди, Сара и Джим находят Фредди в костюме Майкла, он раскрывает им план и умоляет сотрудничать, говоря, что им всем хорошо заплатят, если шоу удастся. После того как Фредди уходит, троица решает собрать остальных друзей и уехать. Джен обнаруживает труп Билла, и Майкл обезглавливает её на глазах у Руди, Сары и Джима, которые вскоре понимают, что это не Фредди. Майкл убивает Джима и Руди, а затем гонится за Сарой наверх.
Запершись в спальне, Сара умоляет Декарда помочь ей. Когда остальные участники вечеринки понимают, что все убийства были реальными, Декард начинает передавать Саре сообщения о местонахождении Майкла, чтобы помочь ей избежать его. Сара сталкивается с Фредди как раз в тот момент, когда Майкл находит их и наносит последнему удар ножом. Сара бежит в туннели и находит выход, ведущий в гараж, где обнаруживает тело Норы. Майкл снова появляется и нападает на Сару, но их находит ещё живой Фредди и сражается с Майклом, в то время как в гараже начинается электрический пожар. Ударив Майкла током, Фредди переносит Сару в безопасное место, оставляя Майкла умирать в горящем гараже. Позже Фредди и Сара дают интервью местным новостям, во время которого Сара благодарит Декарда за спасение её жизни, а Фредди нападает на репортёра. Тем временем Майкл считается мёртвым, и его тело отвозят в морг. Однако, когда коронер готовится к осмотру тела, Майкл внезапно просыпается.

## В ролях
| Актёр             | Роль          |
| ----------------- | ------------- |
| Брэд Лори         | Майкл Майерс  |
| Баста Раймс       | Фредди Харрис |
| Бьянка Кайлич     | Сара Мойерс   |
| Томас Йен Николас | Билл Вудлэйк  |
| Шон Патрик Томас  | Руди Граймс   |
| Кэти Сакхофф      | Джен Дэнзиг   |
| Райан Мэрримэн    | Майлз Бартон  |
| Тайра Бэнкс       | Нора Уинстон  |
| Дэвид Льюис       | Боб Грин      |
| Дэйзи МакКрэкин   | Донна Ченг    |
| Люк Кёрби         | Джим Морган   |
| Билл Кей          | Скотт         |
| Джейми Ли Кёртис  | Лори Строуд   |

## История создания
Рабочее название картины «Хэллоуин: Возвращение домой» (англ. Halloween: The Homecoming), но продюсеры хотели присвоить картине название, подтверждающее, что Майкл Майерс жив, так как ранее уже выходил фильм без участия маньяка. Своё официальное название фильм получил в феврале 2002 года. Первоначально, картина должна была выйти 21 сентября 2001 года, но из-за желания авторов доработать материал и доснять некоторые сцены, премьеру передвинули сначала на 19 апреля 2002 года, а потом уже на 12 июля, в то время как дополнительные съёмки проходили в сентябре-октябре 2001.

## Альтернативные концовки
Кроме официальной кино-прокатной версии фильма, у картины существует 3 версии окончания:
1. Майлз спасает Сару из горящего амбара.
2. Фредди говорит с телом Майерса, находящимся в мешке. Глаза Майкла открываются, и маньяк хватает Фредди за горло. Сара берёт в руки топор из пожарной машины и делает удар прямо в лицо Майкла.
3. Следователь ищет тело Майерса после пожара. Она смотрит в канализационный люк, из которого на неё выпрыгивает выживший маньяк, а затем затаскивает женщину вниз.

Рик Розенталь хотел, чтобы разные версии были отправлены в кинотеатре, как это было с прокатом комедии Разгадка (1985 года), но продюсеры отказались от этой задумки.

## Музыка
Партитура к фильму «Хэллоуин: Воскрешение» была написана Дэнни Лаксом. Партитура включает в себя электроакустические инструменты, корни которых уходят в тяжёлые синтезаторные партитуры начала 1980-х годов. В фильме также есть несколько песен в стиле рэп и хип-хоп.
В отличие от общих критических отзывов о фильме, некоторые оценки его звучания и музыкальной темы были хвалебными. Например, критик Стив Ньютон похвалил «жуткое» и «тревожное» возрождение оригинальной культовой темы фильма, одновременно раскритиковав сам фильм, а также включённые в него рэп-треки.
Саундтрек
Слова и музыка всех песен — Дэнни Лакс.
| №                   | Название                 | Длительность |
| ------------------- | ------------------------ | ------------ |
| 1.                  | «Main Titles»            | 2:55         |
| 2.                  | «The Tunnel»             | 1:57         |
| 3.                  | «Patient History»        | 1:42         |
| 4.                  | «Laurie Fakes Disorder»  | 2:10         |
| 5.                  | «Chase Laurie»           | 9:29         |
| 6.                  | «Michael Begins Terror»  | 1:11         |
| 7.                  | «Explore House»          | 2:11         |
| 8.                  | «The Ceremony»           | 0:57         |
| 9.                  | «Jen Teases»             | 2:14         |
| 10.                 | «Jen’s Prank»            | 2:28         |
| 11.                 | «The Mirror»             | 0:31         |
| 12.                 | «Search The Basement»    | 1:11         |
| 13.                 | «Prank Copses»           | 0:52         |
| 14.                 | «Chase Donna»            | 2:42         |
| 15.                 | «Michael In The Shadows» | 2:01         |
| 16.                 | «Nobody Believes Jen»    | 1:29         |
| 17.                 | «Rudy Fights Michael»    | 2:04         |
| 18.                 | «Rudy Gets Hung Up»      | 1:19         |
| 19.                 | «Michael Chases Sara»    | 3:57         |
| 20.                 | «Sara Runs»              | 6:49         |
| 21.                 | «The End Is Near»        | 2:34         |
| 22.                 | «The Worst Is Over»      | 0:36         |
| 23.                 | «Let’s See The Body»     | 1:02         |
| 24.                 | «The Morgue»             | 0:56         |
| Общая длительность: | Общая длительность:      | 55:28        |

Также звучали
Слова и музыка всех песен — в фильме появились песни, которые не вошли в официальный саундтрек к картине:.
| №   | Название                                                   | Длительность |
| --- | ---------------------------------------------------------- | ------------ |
| 1.  | ««Knockdown Chant» — Johnny Griparic & Rod Jackson»        |              |
| 2.  | ««Cultural Wizdum» — Eastern Dub Tactik»                   |              |
| 3.  | ««Can’t Change Your Mind» — Johnny Griparic & Rod Jackson» |              |
| 4.  | ««Saboteur» — Mike Fonte»                                  |              |
| 5.  | ««Out Of His Mind» — Kathie Talbot»                        |              |
| 6.  | ««Tina» — Johnny Griparic & Rod Jackson»                   |              |
| 7.  | ««Faster Now» — Trystero»                                  |              |
| 8.  | ««It’s All On You» — Regann Anderson»                      |              |
| 9.  | ««Switchback» — Celldweller»                               |              |
| 10. | ««Losing Control» — Girl Eats Boy»                         |              |
| 11. | ««Rip Shriek» — Daniel Lenz»                               |              |
| 12. | ««Opening Night» — Zino & Tommy»                           |              |
| 13. | ««Hijack» — Marden Hill»                                   |              |
| 14. | ««Moneypenny» — Serotonin»                                 |              |
| 15. | ««Never Gonna Leave U» — Jes»                              |              |
| 16. | ««Spark The Sound» — Eastern Dub Tactik»                   |              |
| 17. | ««Uptown Saturday Night» — Logan 7»                        |              |
| 18. | ««Bomb Track» — Serotonin»                                 |              |
| 19. | ««Give A Little More» — Braingarden»                       |              |

## Кассовые сборы
В США фильм собрал 30 354 442 доллара, из них проката 12 292 121 доллар — в первый уик-энд. В других странах было собрано 7 310 413 доллара, что в общей сложности составило 37 664 855 долларов.